# Aeródromo de Corvo
El Aeropuerto de Corvo (en portugués: Aeródromo de Corvo) (IATA: CVU, OACI: LPCR), está situado en la isla de Corvo, (Azores, Portugal). En él opera diariamente la compañía aérea SATA Air Açores con vuelos regulares dentro del mismo archipiélago a la isla Terceira (Aeropuerto de Lajes), isla de Flores (Aeropuerto de Flores) y a la isla de Faial (Aeropuerto de Horta).

## Aerolíneas y destinos

### Destinos nacionales
| Ciudades      | Nombre del aeropuerto                       | Aerolíneas      | Aeronaves | Frecuencias semanales |          |
| Portugal      | Portugal                                    | Portugal        | Portugal  | Portugal              | Portugal |
| ------------- | ------------------------------------------- | --------------- | --------- | --------------------- | -------- |
| Azores        |                                             |                 |           |                       |          |
| Flores        | Aeropuerto de Flores                        | SATA Air Açores | DHC-8     |                       |          |
| Horta         | Aeropuerto de Horta                         | SATA Air Açores | DHC-8     |                       |          |
| Ponta Delgada | Aeropuerto de Ponta Delgada - João Paulo II | SATA Air Açores | DHC-8     |                       |          |

## Estadísticas
Ver fuente y consulta Wikidata.